# Jean Puiforcat
Jean-Émile Puiforcat, manchmal auch als Jean Elisée Puiforcat bekannt, (* 5. August 1897 in Paris; † 20. Oktober 1945 in Paris) war ein französischer Gold- und Silberschmied, Hersteller von Essbestecken, Bildhauer und Designer des Art déco.

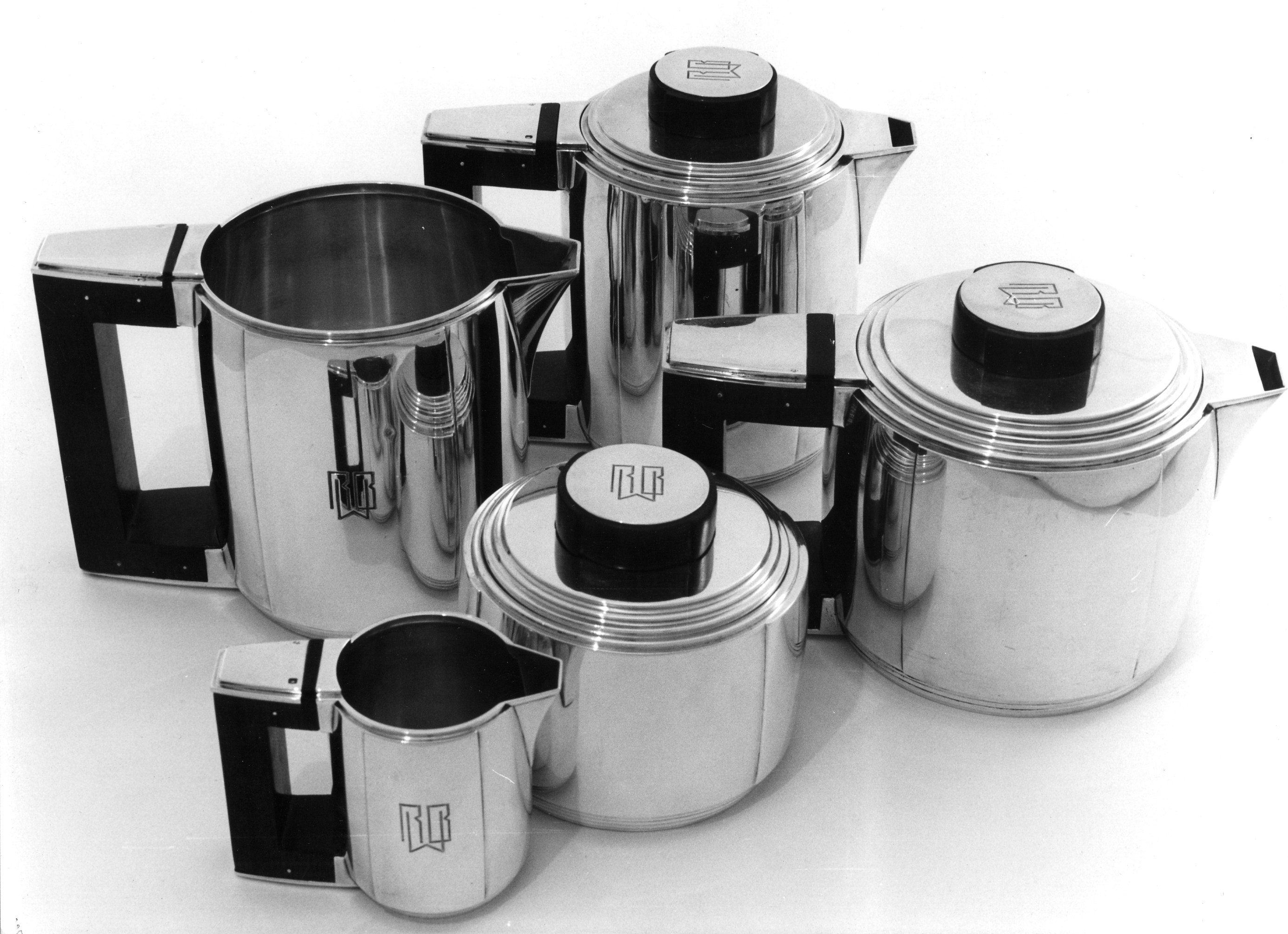
Puiforcat, Teeservice Art déco

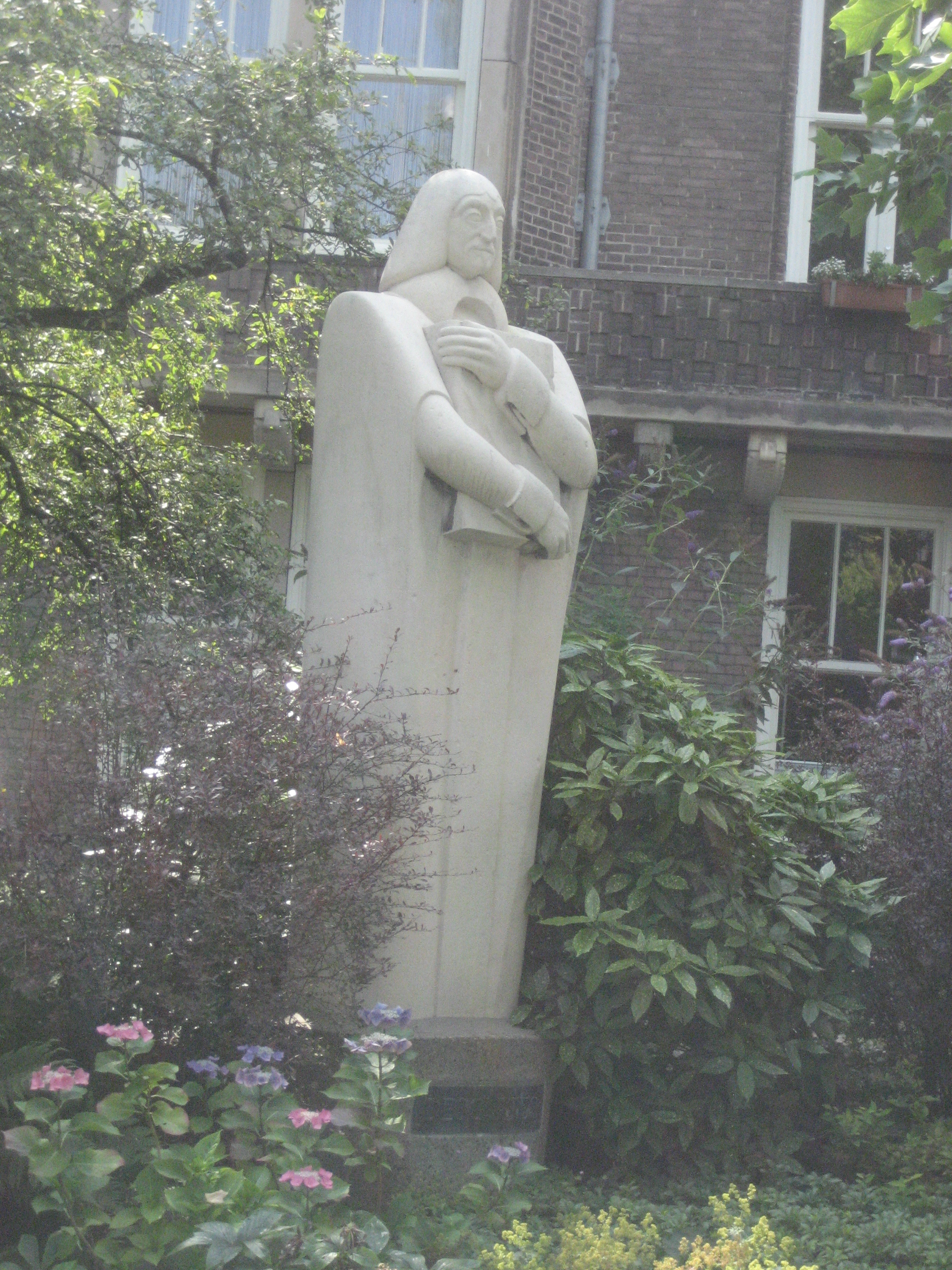
Descartes (Amsterdam)

## Leben
Puiforcat ist der Erbe einer Gold- und Silberschmiedefirma, die 1820 im östlichen Pariser Stadtviertel Marais begann. 1918 übernahm er die Leitung des Familienunternehmens. Er wurde in der Zwischenkriegszeit zu dem bekanntesten Designer, der auch Metall in seine Designstücke einband. Ein Beispiel ist eine aus versilbertem Metall und Marmor gefertigte Standuhr, die Puiforcat 1930 beim Pariser Hersteller Hour Lavigne fertigen ließ und die im März 2011 bei einer Auktion der Sammlung Laurent Negro von Christie’s im Pariser Palais de Tokyo versteigert wurde. Einige seiner Kreationen haben Eingang in die Sammlungen des Louvre gefunden. Weitere Werke sind ein emailliertes Ziborium in der Kirche Notre Dame in Rocamadour im Département Lot im Süden Frankreichs sowie das Amtskreuz des Abtes von Quarr Abbey auf der Isle of Wight vor der englischen Südküste. Die Kapelle des französischen Passagierschiffs Normandie, das 1935 in Dienst gestellt wurde, war mit Gerätschaften für den Gottesdienst der Firma Puiforcat ausgestattet.
Puiforcat war seit 1929 Mitglied der Pariser Vereinigung von Architekten und Designern Union des Artistes Modernes. Im Zweiten Weltkrieg lebte Puiforcat mit der Familie ab 1942 in Mexiko-Stadt.

## Firma Puiforcat
Die Firma Jean Puiforcat ist Mitglied der 1954 gegründeten Vereinigung von Herstellern von Luxusartikeln, des Comité Colbert.
Die belgische Goldschmiedin Nedda El-Asmar arbeitete 2012 für die Firma.

## Ausstellungen
- 1925: Exposition internationale des Arts Décoratifs et industriels modernes
- 1937: Weltfachausstellung Paris 1937
- 1989: Silberschmiede Jean Puiforcat. Bröhan-Museum, Berlin-Charlottenburg.